# Euphyia quadristrigata
Euphyia quadristrigata là một loài bướm đêm trong họ Geometridae.